# 穿越宇宙的少女
《穿越宇宙的少女》是从2009年1月5日至6月29日开始在東京电视台播放的科幻电视动画。

## 故事简介
随着100亿人口的突破，地球已经无法再满足人们的居住需要。而别的行星都尚不足以适合生存，於是之后人们在地球附近建立了和地球物理环境接近的巨大空间站（也称宇宙殖民地）。主人公獅子堂秋葉便是生活在殖民地“科克伍德”中的一员。一天，姐姐风音说已经给她安排了婚事，可她连对方是谁也不知道。秋叶觉得结婚对自己来说为时还太早，于是跑出家门，并偶然碰到了宇宙殖民居住地的人工智能雷欧帕鲁特。雷欧帕鲁特利用了秋叶，梦想要达到他“自我实现”的目的。

### 第九话故事介绍[2]
带着面具，使用禁忌的魔球「魔QT」的神秘投手狮子堂秋叶为了复仇，不断击败各个球队，并取得它们的经营权利书。而另一个拥有QT能力的原海盗队的打者神凪五月被棒球界放逐之后，辛苦的做着别的工作，为养育自己的孤儿院赚取资金。一天晚上，日本女子职业棒球机构（NLPB）的代理马场杜鹃找到五月，许诺说只要五月能击败秋叶，就能让她重返球队；而只要她能归队，重建孤儿院也有了希望。
在秋叶和五月的对决中，不愿意使用QT能力的五月很快败下阵来。受到杜鹃责备的五月来到被称为“棒球之鬼”的礼央破流堂身边，在他的指导下苦练球技。
另一方面，秋叶在不断的使用魔QT的过程中渐渐逼近了身体的极限，被主治医生警告只能再投三球。可是，为了给神秘死去的姐姐们复仇和治疗生病的妹妹，秋叶别无选择，只能继续投球。
几天后，在两人的第二场对决中，两人都使出了全力。突然一声枪响，五月被杜鹃的子弹击中而倒下了。原来一切都是NLPB的理事长让QT能力者自相残杀的阴谋。愤怒至极的秋叶引爆了自己QT能力……

## 登場人物

### 主要人物
獅子堂秋葉（聲優：MAKO）
本作的主角。獅子堂五姐妹的三女，17岁。卡庫伍德六号岛私立斯露學園二年C組的學生。希望能找到只有自己才能做到的事情。
神凪五月（聲優：遠藤綾）
下属于ICP（跨殖民地警察）怪奇课的警察。很尊敬上司妮娜。
河合穗乃香（聲優：牧野由依）
冷靜而不爱说话的女孩，口头禅是。
和雷歐帕魯特有神祕關係，對雷歐帕魯特的構造非常了解，還幫雷歐帕魯特收集零件。
雷歐帕爾德（聲優：福山潤）
全长15公里，并装备了反物质炮“灵魂怒吼”的殖民地內人工智能。很有自尊心，曾经常为一些小事自暴自弃。他的兴趣是上网和鉴赏红茶，因为红茶无法品尝，所以通过扫描方能感受茶的风味。
討厭陽光，有時候會出現自言自語的情況。

### 獅子堂家
獅子堂風音（聲優：田村由香里）
獅子堂家的長女和獅子堂財團的总帅。
獅子堂高嶺（聲優：野上尤加奈）
獅子堂家的次女，20岁。对如何与男性交往很有心得。在被内尔瓦尔精神污染之后，担任了他的保镖。后在与奈美对决中被其逆QT意外解除影响而脱出。
獅子堂奈美（聲優：南里侑香）
獅子堂家的四女，14岁。害怕人多的地方，喜欢吃甜食。曾经是位模特儿，但是因为承受不住的压力而在一次意外着火事故后放弃了。在此之后她被阿雷塔说服，加入到内尔瓦尔的麾下。
獅子堂櫻（聲優：齋藤桃子）
獅子堂家的五女，12岁。天才少女，只要觉得有兴趣就不顾危险，敌我不分地行动。她的说话有些难听明白，在同姐姐以外的人交流时需要姐姐担当翻译。从出场到结束她都戴着顶奇怪的帽子。
獅子堂 櫻的帽子，其實是睡著覺的外星人，在16話末出場。17話中介紹的外星人-丘比坦，為了幫助人們離開木星而出場來解決難題(詳情請看16話)，問題完美解決後，因為困倦而變回去繼續休息了（變回主人身體的物件之一）。
獅子堂妹子（小妹）（聲優：野中藍）
负责照顾秋葉的女佣机器人。喜欢旧样式的东西，梦想驾驶车辆。妹子的本体非常小像马铃薯一样，被雷欧帕鲁特称为“煮芋头、芋頭仔”。在方便时可以乘坐类人型机器，变成人类模样，人形态的妹子可以做家务和照顾秋叶。

### ICP
ソルジャーウル（聲優：黒田崇矢）
五月的上司，戰鬥型導引機器人。喜欢在词语结尾加上英文单词。
妮娜·斯特拉托斯基（聲優：進藤尚美）
五月和ソルジャーウル的上司，怪奇課課長。喜欢抽烟。
布肯碧莉雅（聲優：菊地美香）
公安部所属的搜查官，17岁，昵称是，没什么主见，碰到问题就会向敏塔歐求救。因为办事不力，被调到交通课，之后被妮娜用必勝客主力产品披萨诱惑，加入了怪奇课。
敏塔歐（聲優：小清水亞美）
公安部所属的搜查官，17岁，昵称是，自尊心极强。
艾麗卡（聲優：矢作紗友里）
交通管理课的成员，总是和莉莉一起出场。
莉莉（聲優：喜多村英梨）
交通管理课的成员，身高159厘米，三围89、57、85。

### 斯露學園學生和相關人士
愛爾·斯露（聲優：木村亞希子）
斯露家的長女，斯露學園理事長，風音的朋友。
彿利歐·斯露（聲優：下野紘）
斯露家的次男。头脑很好。秋葉的青梅竹马。兴趣是读书和摆弄机械。
大倉 音音子（聲優：COON）
秋叶的晚辈。
艾利密歐·斯露（聲優：石田彰）
斯露家的長男，秋葉的班導師。他和高岭是同级生。
真宮寺 時雨（聲優：小野大輔）
学生会会长，美男子，在学校中很有人气。
昴 白夜（聲優：鹿野優以）
学生会副会长。
馬場 杜鹃（聲優：澤城美雪）
学生会成员。经常和辨慶一齐行动。穿着有豹皮图案的泳装，拿着鞭子。在网络上使用的昵称是"22G"。

### 其他
阿雷塔（聲優：中原麻衣）
身穿銀色的盔甲衣服為身體的神秘的EX-QT，和涅爾華魯一起行動。以強大的體格自豪，使用雙刃光刀和肘手的突起生成的光刀作戰。犯下殺人、誘拐等許多的事件的重犯罪人。
面具下的臉和秋葉在夢遇到的神樂一樣。在第十一話中現身帶走奈美,而奈美有稱她為媽媽。
神樂（聲優：中原麻衣）
經常在秋葉的夢中出現的喝茶大姐姐，阿雷塔的真面目，稱秋葉為穿越宇宙的少女（宇宙をかける少女）。
内尔加尔（聲優：銀河萬丈）
另一个智能殖民地，称雷欧帕鲁特为自己为了进行对人类争斗而创造的的儿子。在和人类交流时他会以金发男子的替身形态出现。他的理想是将人类装进箱子里，并创造新的类似黑客帝国中的秩序。
科萨·基普（聲優：田中理惠）
女性的智能殖民地，因而很重视保护自己的肌肤，对内尔瓦尔和阿雷塔很是尊敬。

## 作中用语
※按照首字母排序
青鸟商业中心空间站（Blue Bird Mall Station）
具有众多商业设施的宇宙空间站。从科克伍德逃出的难民们一部分在这里避难。
B.O.A.R.SHIP
Beyond Orbit Azonal Runabout Ship（远轨道间自由高速小艇）的略称。雷欧帕罗特里的小艇能运输2台QT-ARMS。
比邻星之冠（Crown of Proxima）
50年前地球人和外星人共同建造在木星轨道上的商业殖民地。与奈瓦尔（Nerval）战斗时，反叛军（狮子堂评议会）的根据地。轨道咖啡馆艾尼格玛（Enigma）50年前也在这。比邻星之冠外面有‘七つの太阳’ (The Seven Suns) 这个太阳能能源发生装置，可以为比邻星之冠补充能量。
轨道咖啡馆艾尼格玛（Enigma）
在宇宙的某处的老式爵士风格咖啡馆。50年前，与奈瓦尔（Nerval）对抗的神乐他们——即狮子堂委员会的前身——把这里当做集会场所。秋叶通过梦境在这里与神乐他们相见，被奔赴决战现场的神乐托以后事。另外神乐在当时写了一张便条，并贴在了咖啡馆的收银处。
Existence
为了应对智能殖民地的反叛而制造的特殊部队。都能使用EX-QT。每队有9人。对耐尔瓦尔用的Existence中的8人被耐尔瓦尔精神污染，只有穗乃香1人逃脱了。
ICP（Inter colony police）
一旦发生战争就会造成巨大的伤害。为了回避殖民地国家同伴之间的战斗，OU所属的国家群将军事废弃、为了维持各殖民地之间的治安而设立的组织。存在中央公安部、交通管理科、特殊灵异事件专属搜查科等部门。
导航机器人（ナビ人）
照顾着人类的生活的人工控制机器人。虽作为人工控制机器人但也拥有和人类同样的情感以及个性；同时拥有社会地位以及人权。
Obital Union（轨道联合）
由乌雷人民共和圈（中国、印度）、莱耶和众圈（南北美洲）、达利巴尔联合圈（以色列、中东、非洲）、科克伍德共荣圈（日本、亚洲诸国、澳大利亚）五个殖民国家统一的组织。以终结轨道历101年，围绕着日照权的问题莱耶和众圈与乌雷人民共和圈发生的战争为目的而设立的。通称“OU”。
Pied Piper(花衣魔笛手)
奈瓦尔建造的轨道电梯，同时也是箱子人的制造工厂。使用俘获的Existence施展ExQT干扰地球人类的思维将其捕获制作成箱子人作为人工居住地的居民。
Primavera
阿蕾达授予奈美的杖。作为兵器除了对战，也用来为对手打上象征着精神污染的烙印。
QET (Quantum Engineering Technology)
狮子堂集团开发出的超越了纳米技术的亚原子粒子层面的工程学技术。
QT（Quantum Telesys）
启动QT-Arms的必要能力。人类和人工控制机器人都可以装备，但并不是任何人都拥有QT的能力。QT能力拥有者需要在行政机关进行登记。
EX-QT （Extra QT）
比QT更强的能力，超级QT。
Q-TECTOR
Quantum Transducing Environment Crosslink Terrain Operational Reinforcer（量子变换式多环境对应型强化装备）的略称。也就是让能量装甲通过QT能力者的能力増幅后的意识反应，达到直观的工作的可能，也可以在真空中进行活动。根据种类也有这隐型等各种各样的机能。ICP搜查官专用的Q-TECTOR与秋叶她们的不同、QT的增幅效果被设定有上限。
狮子堂财团
以科克伍德共荣圈为据点的人类历史上最大最强的大企业。将素粒子工学技术实用化、并开发成功出空间殖民地；正因如此人类才有可能进入宇宙移民阶段。由此功绩，财团获得了巨大的财富与权力，并在OU以及ICP中具有巨大的影响力。现在由狮子堂风音统帅。
弯曲（warp）（跳跃）
作为宇宙殖民居住地主宰的人工智能（Brain Colony）们在宇宙中将长距离旅行缩短所使用的空间移动方法。

### QT-arms
Quantum Technology Advanced Reinforced Maneuvering Shroud（先进量子技术型强化机动轻铠）的略称。可以通过读取搭乘者的意识进行行动的一种战斗用多功能能量装甲。具有飞行形态与多足行走形态两种形态；有些机体可以进行分离、变形等。
星空精灵（STAR SYLPH）
【全长6.65m / 全宽6.27m / 全高5.52m / 重量7.9t / 4脚型 / 驾驶员：狮子堂秋叶】
雷欧帕罗特借给秋叶的机体，武装·能力的详细情况不明。
维加尔（WYGAR）
【全长4.82m / 全宽3.18m / 全高6.85m / 重量5.93t / 4脚型 /驾驶员：河合穗乃香】
装备了弓，能进行远程攻击的机体。
ARC-II-JI
【全长5.32m / 全宽5.74m / 全高5.11m / 重量7.81t / 3脚型 / 驾驶员：神凪伊月】
ICP特殊灵异事件专属调查科所属。ICP尚在开发中的试验阶段的机体；具备对应近到中远距离的武装。
ARC-III[BOUMINDA]（弧光三号-[九蜜桃]）
【全长4.58m / 全宽3.53m / 全高1.76m / 重量8.20t / 2脚型 / 驾驶员：九重葛、蜜桃】
ICP中央公安部所属。具有两个座舱，可以分离为两台机体。
ARC-III-A[BOUGAILIAN]（弧光三号A-BOUGAILIAN[九重葛]）
【全長：2.82m / 全幅：2.38m / 全高：1.65m / 重量：3.28t / 驾驶员：九重葛】
拳击战斗型。
ARC-III-B[MINTIGER]（弧光三号B-密老虎[蜜桃]）
【全長：3.87m / 全幅：2.81m / 全高：2.02m / 重量：4.92t / 驾驶员：蜜桃】
脚踢战斗型。
拉瓦那(RAVANA)（名字出处为印度史诗《罗摩衍那》中魔王之名）
【全長5.6m / 全幅3.75m / 全高3.55m / 重量9.37t / 1脚型 / 驾驶员：狮子堂高岭】
高岭操纵的机体。通过吹响类似于笛子的物体出现，收纳着作为高岭的武器的太刀：“日轮”和“弧月”。

## 制作人员
- 原作：矢立肇
- 監督：小原正和
- 系列構成：花田十輝、樋口達人
- 角色原案：芳住和之
- 角色设计：椛島洋介
- 機械设计：宮武一貴、阿久津潤一、神宮司訓之、大河廣行
- 裝置设置：青木智由紀
- 美術監督：德田俊之
- 色彩設計：橫山子
- 攝影監督：大石英勝
- 音響監督：鶴岡陽太
- 音樂：須藤賢一、菊谷知樹、Team SORAKAKE'70 with JAM Project
- 制片：古里尚丈、上山公一
- 企画、制作：日昇動畫
- 製作：日昇動畫、Bandai Visual

## 主題歌
片頭曲
- 第一片头曲：（第2话~第8话，第10话~第14话）

歌：ALI PROJECT
作詞：寶野亞莉華／作曲、編曲：片倉三起也
- 第二片頭曲：「Miracle Fly」 （第15话~第25话）

歌：栗林美奈實
作詞：栗林美奈實／作曲、編曲：菊田大介
片尾曲
- 第一片尾曲： （第1话~第8话，第10话~第15话，第26话）

歌：獅子堂秋葉（MAKO）、神凪五月（遠藤綾）、河合穗乃香（牧野由依）
作詞：畑亞貴／作曲：山口朗彥／編曲：大久保薰
- 第二片尾曲：「espacio」 （第16话~第25话）

歌：Ceui
作詞：Ceui／作曲：小高光太郎・Ceui／編曲：小高光太郎
- 片尾曲：「騎士乙女」（第9話）

歌：ALI PROJECT
作詞：寶野亞莉華／作曲、編曲：片倉三起也

## 各話标题
| 話數 | 日文标题     | 中文标题       | 劇本                     | 分镜            | 演出       | 作画監督                |
| ---- | ------------ | -------------- | ------------------------ | --------------- | ---------- | ----------------------- |
| 1    |              | 孤高的灵魂     | 花田十輝                 | 小原正和        | 仕舞屋鐵   | 椛島洋介                |
| 2    |              | 异界的使者     | 花田十輝                 | 竹內浩志        | 竹內浩志   | 竹內浩志 大塚健         |
| 3    |              | 黄金的灵魂呐喊 | 花田十輝                 | 倉田綾子        | 倉田綾子   | 稻吉智重 洋美           |
| 4    |              | 反叛者         | 花田十輝                 | 寺岡嚴          | 京極尚彥   | 竹森由加 市川敬三       |
| 5    |              | 钢铁的少女     | 樋口達人                 | 宅野誠起 須永司 | 宅野誠起   | 深澤謙二 川原智弘       |
| 6    |              | 泛白的黑带     | 樋口達人                 | 寺岡嚴          | 田邊泰裕   | 稻吉朝子                |
| 7    |              | 神之战         | 樋口達人                 | 竹內浩志        | 竹內浩志   | 椛島洋介 川原智弘       |
| 8    |              | 黑暗的邀请     | 樋口達人                 | 倉田綾子        | 倉田綾子   | 稻吉智重                |
| 9    |              | Q速∞           | 樋口達人                 | 京極尚彥        | 京極尚彥   | 藤井智之                |
| 10   |              | 箱中的女孩     | 樋口達人                 | 須永司          | 田辺泰裕   | 竹森由加 大杉尚広       |
| 11   |              | 镜子的信者们   | 岡田邦彦 樋口達人        | 須永司          | 秋田谷典昭 | 西澤真也 市川敬三       |
| 12   | 虚ろなる巨像 | 虚无的巨像     | 樋口達人                 | 須永司          | 渡邊哲哉   | 椛島洋介 大塚健         |
| 13   |              | 被抛弃的大地   | 森田繁                   | 竹内浩志        | 宅野誠起   | 竹内浩志 川原智弘       |
| 14   |              | 夜晚綻放的花   | 樋口達人                 | 京極尚彦        | 京極尚彦   | 稲吉朝子                |
| 15   |              | 魔女的骑行     | 森田繁 岡田邦彦 樋口達人 | 田辺泰裕        | 田辺泰裕   | 稲吉智重 井村学         |
| 16   |              | 扭曲的宇宙     | 岡田邦彦 樋口達人        | 須永司          | 池野昭二   | 藤井智之                |
| 17   |              | 朋友之轮       | 樋口達人                 | まついひとゆき  | 安藤正臣   | 宮前真一 青山まさのり   |
| 18   |              | 苏醒的神明     | 野村祐一                 | 竹内浩志        | 竹内浩志   | 椛島洋介 川原智弘       |
| 19   |              | 关闭的迷宫     | 森田繁                   | 京極尚彦        | 京極尚彦   | 西澤真也 市川敬三       |
| 20   |              | 白银的追迹     | 高山治朗 樋口達人        | 須永司          | 田辺泰裕   | 稲吉朝子 大杉尚広       |
| 21   |              | 小小的勇气     | 野村祐一                 | 笹木信作        | 上原秀明   | 稲吉智重 大塚 健        |
| 22   |              | 昏暗的旅途     | 森田繁                   | まついひとゆき  | 安藤正臣   | しんぼたくろう 高瀬健一 |
| 23   |              | 光辉的秘剑     | 樋口達人                 | 須永司          | 竹内浩志   | 小渕陽介 藤井智之       |
| 24   |              | 最后的吼声     | 野村祐一                 | 京極尚彦        | 京極尚彦   | 西澤真也 市川敬三       |
| 25   |              | 诸神的黄昏     | 樋口達人                 | 須永司          | 田辺泰裕   | しんぼたくろう 高瀬健一 |
| 26   |              | 脚踏宇宙       | 樋口達人                 | 小原正和        | 小原正和   | 椛島洋介 川原智弘       |

## 媒体展开
漫画版在《月刊Comic REX》和《月刊Comic電擊大王》連載中，轻小说版在上连载。

## 网络广播
名为「穿越宇宙的廣播」的网络广播从2008年12月25日开始在Lantis Web Radio及BEAT☆Net Radio!播放，每週一更新。主持人是担任獅子堂秋葉声优的MAKO。

## 网络电视
名为“穿越宇宙TV 穿越WEB的MAKO”。从2009年4月24日开始，在BEAT☆Net Radio!播放，隔周周五更新。主持人是身穿秋叶学校制服的MAKO。

## 脚注
1. ↑  . Furusaki Yasunari.   [2013年10月27日]. （原始内容存档于2021年4月20日） （日语）.
2. 1 2  这一话和本篇的故事没有关联，可以当作秋叶的梦境
3. ↑  读音和雷欧帕鲁特相同
4. 1 2  . www.sorakake.net.   [2025-02-27].
5. ↑  . www.sorakake.net.   [2025-02-27].